# ایندیانولا (واشینگتن)
ایندیانولا (به انگلیسی: Indianola) یک منطقهٔ مسکونی در ایالات متحده آمریکا است که در شهرستان کیتساپ، واشینگتن واقع شده‌است. ایندیانولا ۱۳٫۸ کیلومتر مربع مساحت و ۳٬۵۰۰ نفر جمعیت دارد و ۱۳ متر بالاتر از سطح دریا واقع شده‌است.